# 重啟人生的千金小姐正在攻略龍帝陛下
《重啟人生的千金小姐正在攻略龍帝陛下》（日语：やり直し令嬢は竜帝陛下を攻略中）是永瀨更紗所撰寫的日本輕小說。2019年11月2日開始在成為小說家吧連載。
2020年3月起經角川Beans文庫發行實體書，藤未都也擔綱插圖。改編漫畫由柚豆餡擔任作畫。同年8月起於《月刊Comp Ace》開始連載。
2023年4月28日，宣佈將改編為電視動畫，由J.C.Staff擔任動畫製作，2024年10月開始播放。

## 故事簡介
有「軍神令孃」之稱的伯爵千金吉兒，在戰場上的戰功卓著，仍抵不過未婚夫王太子的背叛，她遭到王太子的拘捕並宣佈死刑，儘管嘗試逃脫，卻依舊被女神之槍貫穿了胸膛。
魂歸冥府之際，她發覺自己死後重生回到10歲，身處在被迫與王太子訂婚的那場晚宴裡，為了避免跟前世一樣重蹈覆轍，倉促之下選擇了跟身後的帝國皇帝求婚。此舉雖擺脫了王太子咄咄逼人的糾纏，但接替而來的是，她跟帝國皇帝之間前途未卜的命運。

## 登場人物

### 主要角色
吉兒·薩威爾（聲：和氣杏未（廣播劇）／內田秀）
克雷托斯王國薩威爾邊境伯爵家的三女。本作的主角。擁有超凡的武力、魔力、統率力，但取而代之的，卻在縫紉、舞蹈、繪畫、文學等，有關千金大小姐的家政技藝方面一塌糊塗。在第一次人生裡，爱上了克雷托斯的王太子傑拉爾德，并成为了夫妻，某天因意外撞見王太子不堪為外人提的某件醜聞，被陷害而死。死後重生回到10歲，為避免跟前世一樣重蹈覆轍最終被王太子殺死，她在情急之下選擇了跟帝國皇帝哈迪斯求婚。
哈迪斯·提歐斯·拉維（聲：佐藤拓也（廣播劇）／玉城仁菜（少年時期）、戶谷菊之介）拉維帝國的皇帝。被外界誤解為只對14歲以下女性有興趣的蘿莉控。真正原因是女神會附身在14歲以上且具有魔力的女性身上，因此為防止此事發生而特意選擇年齡在14歲以下，而且可以看見拉維的女性為妻。: 从小因能看到拉維被母亲抛弃，而在十一岁生日开始了女神的诅咒，导致每一年生日都会有一个皇太子死去，就像是为了让自己成为皇帝一般，因此被亲戚家人排斥。: 對向自己求婚的吉兒一見鍾情，会为了妻子做出任何事，并称她为「紫水晶」。擅長廚藝。與外表相反內心十分脆弱，愤怒时容易做出错误的判断，每當被吉兒拒絕時便會承受不了而倒下。
拉維（聲：井澤詩織）
守護拉維帝國的龍神，一切龍族的主宰。本作的吐槽役。討厭女神。
羅
由吉兒所飼養的黑龍。龍族中地位僅次於龍神拉維的龍王。
齊克（聲：橘龍丸）
吉兒的部下。武器為大劍。
卡米羅（聲：日野麻里）
吉兒的部下，自稱為「卡米拉」。武器為弓箭。

### 拉維帝國
艾琳西雅·提歐斯·拉維（聲：名塚佳織）
拉維帝國的第一公主，哈迪斯同父異母的姐姐。諾以特拉領的龍騎士團團長。在第一次人生中在戰場被吉兒所殺。與吉兒的哥哥克里斯交戰時因被對方稱作「母猩猩」而勸諭吉兒與克里斯斷絕關係。
里斯提亞德·提歐斯·拉維（聲：古川慎）
拉維帝國的第二皇子，哈迪斯同父異母的哥哥。屬於刀子口豆腐心的類型。說話雖然刻薄，實際上卻關心哈迪斯。
格奧爾格·提歐斯·拉維（聲：楠大典）
拉維帝國前任皇帝的弟弟，哈迪斯的叔父。抹黑哈迪斯為假皇帝，企圖將其推翻，且以此引發拉維帝國的內戰。
貝魯侯爵（聲：青山穣）
蘇菲亞的父親。將女兒當工具來看待，同時對外與克雷托斯王國勾結，並且試圖將吉兒抹黑為克雷托斯王國來的間諜。
蘇菲亞·德·貝魯（聲：貫井柚佳）
哈迪斯的未婚妻侯補之一，貝魯侯爵家的千金。在吉兒的第一次人生中，因向哈迪斯求婚被拒，並在女神的慫恿下屠殺其他哈迪斯的其他未婚妻候補並縱火燒毀貝魯布盧庫，然後自殺，史稱「貝魯布盧庫的情殺」，隨後貝魯家族全員被處死，同時也導致拉維帝國內部鬥爭的加深。在吉兒的第二次人生中因女神的控制下試圖殺害吉兒，卻反被吉兒和哈迪斯聯手制服，女神被擊潰後，脫離了女神的控制，並擔任吉兒的家庭教師。

### 克雷托斯王國
魯弗斯·迪亞·克雷托斯
克雷托斯王國的現任國王，傑拉爾德和菲莉絲的父親。個性好色，把政務拋給被傑拉爾德自己去尋花問柳。被傑拉爾德蔑稱為「南國王」。
伊莎貝拉·迪亞·克雷托斯
克雷托斯王國的名義上的王后，傑拉爾德和菲莉絲名義上的母親。已故。最終被丈夫親手殺害。
蘿拉·迪亞·克雷托斯
克雷托斯王國的公主，魯弗斯的妹妹，傑拉爾德和菲莉絲真正的母親。與哥哥魯弗斯亂倫而誕下傑拉爾德和菲莉絲。
傑拉爾德·迪亞·克雷托斯（聲：土岐隼一）
克雷托斯王國的王太子，為現任國王魯弗斯和其妹妹蘿拉亂倫所誕下的孩子。在吉兒的第一次人生中，因被吉兒意外撞見某件不堪為外人提的醜聞，而羅織罪名陷害吉兒，並以女神之槍殺害對方。在吉兒的第二次人生中，企圖殺害哈迪斯並強行將吉兒帶回克雷托斯王國，卻反遭哈迪斯囚禁在泡泡中飄走。
菲莉絲·迪亞·克雷托斯（聲：真野步）
克雷托斯王國的公主，傑拉爾德的妹妹，為現任國王魯弗斯和其妹妹蘿拉亂倫所誕下的孩子。體弱多病。在吉兒的第二次人生中，企圖要吉兒離開哈迪斯，被拒絕後便呼喚了另一把女神之槍，企圖殺死吉兒。
女神克雷托斯（聲：後藤沙緒里）
克雷托斯王國所信仰的神祇，本體為女神之槍。常依附在14歲以上具有魔力的女性身上，對帝國皇帝哈迪斯極度執著，不容許除自己以外的女性接近哈迪斯。曾經附身於蘇菲亞身上，在吉兒的第一次人生中操控蘇菲亞向哈迪斯求婚被拒，並在宴會上殺害其他哈迪斯的未婚妻候補，且縱火燒毀貝魯布盧庫，並操控蘇菲亞自殺，在吉兒的第二次人生中，試圖藉由控制蘇菲亞除掉吉兒。其後本體被吉兒所折斷，更被吉兒丟到克雷托斯王國的方向。後證實本體已沉沒於深海中，克雷托斯王國一方無法打撈。現時與王國公主菲莉絲共用身體。
比利·薩威爾（聲：佐佐健太）
克雷托斯王國薩威爾邊境伯爵家的現任當家，吉兒的父親。在第一次人生中被王太子傑拉爾德陷害而被處死。
夏洛特·薩威爾（聲：鳥越真綾）
克雷托斯王國薩威爾邊境伯爵家的現任邊境伯夫人，吉兒的母親。在第一次人生中被王太子傑拉爾德陷害而被處死。
艾比·薩威爾
比利和夏洛特的長女，吉兒的長姊。外貌主義者，喜歡美男子。已婚，丈夫是一名商人。本身是一名身兼商人和軍人的女中豪傑。在第一次人生中被王太子傑拉爾德陷害而被處死。
瑪蒂達·薩威爾
比利和夏洛特的次女，吉兒的二姊。擅長狙擊和暗殺。在第一次人生中被王太子傑拉爾德陷害而被處死。
克里斯·薩威爾
比利和夏洛特的長子，吉兒的哥哥。在第一次人生中被王太子傑拉爾德陷害而被處死。與艾琳西雅交戰時形容對方是一頭母猩猩。
瑞克·薩威爾
8歲，比利和夏洛特的次子，吉兒的弟弟，雙胞胎中的哥哥。第一次人生中被王太子傑拉爾德陷害而被處死。
安迪·薩威爾
8歲，比利和夏洛特的三子，吉兒的弟弟，雙胞胎中的弟弟。第一次人生中被王太子傑拉爾德陷害而被處死。
凱瑟琳·薩威爾
6歲，比利和夏洛特的四女（么女），吉兒的妹妹。在第一次人生中被王太子傑拉爾德陷害而被處死。

## 背景設定

### 世界觀
普拉提大陸
為本作的主要舞台。受龍神拉維及女神克雷托斯眷顧的土地。

### 國家
拉維帝國
主要信仰龍神拉維，與克雷托斯王國紛爭不斷，帝都為拉爾魯姆，位於帝國最北端，因位於高海拔地區，空氣寒冷。
克雷托斯王國
為本作的敵對國。吉兒原本所屬的國家，該國的法定婚姻年齡為14歲以上，主要信仰女神克雷托斯，與拉維帝國紛爭不斷。該國的王族有亂倫的傾向，且設立皇后也只是為了掩蓋王族亂倫的事實。

## 出版書籍

### 輕小說
| 冊數     | Kadokawa      | Kadokawa               | 台灣角川       | 台灣角川               |
| 冊數     | 發售日期      | ISBN                   | 發售日期       | ISBN                   |
| -------- | ------------- | ---------------------- | -------------- | ---------------------- |
| 1        | 2020年3月1日  | ISBN 978-4-04-108963-7 | 2024年4月17日  | ISBN 978-626-378-772-8 |
| 2        | 2020年10月1日 | ISBN 978-4-04-109848-6 | 2024年5月13日  | ISBN 978-626-378-935-7 |
| 3        | 2021年2月27日 | ISBN 978-4-04-111135-2 | 2024年6月24日  | ISBN 978-626-400-084-0 |
| 4        | 2022年4月1日  | ISBN 978-4-04-112323-2 | 2024年7月24日  | ISBN 978-626-400-225-7 |
| 5        | 2022年9月30日 | ISBN 978-4-04-112996-8 | 2024年11月8日  | ISBN 978-626-400-870-9 |
| 6        | 2023年4月28日 | ISBN 978-4-04-113651-5 | 2024年12月23日 | ISBN 978-626-400-954-6 |
| 業務日誌 | 2024年2月1日  | ISBN 978-4-04-114576-0 |                |                        |
| 7        | 2024年10月1日 | ISBN 978-4-04-115079-5 |                |                        |
|          | 2024年11月1日 | ISBN 978-4-04-115442-7 |                |                        |
| 8        | 2025年8月1日  | ISBN 978-4-04-116160-9 |                |                        |

### 漫畫
| 冊數 | Kadokawa       | Kadokawa               | 青文出版社   | 青文出版社             |
| 冊數 | 發售日期       | ISBN                   | 發售日期     | ISBN                   |
| ---- | -------------- | ---------------------- | ------------ | ---------------------- |
| 1    | 2020年10月26日 | ISBN 978-4-04-110814-7 | 2024年1月2日 | ISBN 978-626-362-603-4 |
| 2    | 2021年8月26日  | ISBN 978-4-04-111671-5 | 2024年4月8日 | ISBN 978-626-383-223-7 |
| 3    | 2022年3月26日  | ISBN 978-4-04-111800-9 | 2024年8月8日 | ISBN 978-626-399-286-3 |
| 4    | 2022年12月26日 | ISBN 978-4-04-113250-0 | 2025年4月2日 | ISBN 978-626-422-359-1 |
| 5    | 2023年7月25日  | ISBN 978-4-04-113897-7 | 2025年4月2日 | ISBN 978-626-422-360-7 |
| 6    | 2024年1月26日  | ISBN 978-4-04-113899-1 |              |                        |
| 7    | 2024年7月25日  | ISBN 978-4-04-115220-1 |              |                        |
| 8    | 2024年12月26日 | ISBN 978-4-04-115599-8 |              |                        |

## 電視動畫

### 製作人員
- 原作：永瀨更紗
- 導演：鈴木健太郎
- 系列構成：石野敦夫
- 角色設計：小松沙奈
- 色彩設計：日野亞朱佳
- 美術監督：高野真希
- 攝影監督：尾松香
- 音響監督：岩浪美和
- 音樂：睦月周平
- 動畫製作：J.C.Staff

### 主題曲
片頭曲
主唱：Sajou no hana，作詞、作曲：渡邊翔，編曲：伊根。
片尾曲gradation
主唱：，作詞、作曲：小野寺祐輔，編曲：。

### 各話列表
| 話數   | 標題 | 劇本     | 分鏡            | 演出              | 作畫監督                                                                                          | 總作畫監督                            | 首播日期       |
| ------ | --- | -------- | --------------- | ----------------- | ------------------------------------------------------------------------------------------------- | ------------------------------------- | -------------- |
| 第1話  | 原本打算避開毀滅路線， 不知為何卻向最大的敵人求婚了                                                             | 石野敦夫 | 鈴木健太郎      | 石田美由紀        | 小松沙奈 都築裕佳子 澤井真 小川浩司 小野和美                                                      | 小松沙奈                              | 2024年 10月9日 |
| 第2話  | 因為已經知道之後發生的悲劇， 所以無論如何都要迴避                                                               | 石野敦夫 | 鈴木健太郎      | 金承德            | Jumondou wuxi Jumondou seoul                                                                      | 小松沙奈                              | 10月16日       |
| 第3話  | 雖然在絕望的狀態之下， 但身為軍神大小姐， 用武力開啟無雙                                                        | 石野敦夫 | 鈴木健太郎      | 粟井重紀          | 宇津木勇 約拿單 鑫月 瑞木晶 羊光 孫仁義                                                           | 大木良一                              | 10月23日       |
| 第4話  | 因為婚約對象認真的追求， 所以完全不知道處理方法                                                                 | 浦畑達彦 | 高田耕一        | 月野正志          | 羽野廣範 沈陶裔 菫立則 羅睿 殷晨曦 全京禹 陳亮 Revival 武遊                                       | 小松沙奈                              | 10月30日       |
| 第5話  | 當尋找真相而吵架時， 我卻什麼都做不了 -{真実を知ろうとしたところ喧嘩になったので、 私は何もできなくなりました}- | 石野敦夫 | 黑瀨大輔        | 黑瀨大輔          | 中山由美 洪範錫 澤井真紀                                                                          | 大木良一                              | 11月6日        |
| 第6話  | 因為有人想接近我的婚約對象， 所以我打算狠狠教訓他們                                                             | 浦畑達彦 | 鈴木行          | 宮崎修治          | 小松香苗 小川浩司                                                                                 | 都築裕佳子                            | 11月13日       |
| 第7話  | 因為不想過慢生活， 所以決定加入龍騎士團了                                                                       | 石野敦夫 | 高田耕一        | 石田美由紀        | 劉欣宇 木村燈 PHIL_Production                                                                     | 小松沙奈 大木良一                     | 11月20日       |
| 第8話  | 身為龍妃的我被龍所討厭， 所以想辦法和它們搞好關係                                                               | 浦畑達彦 | 永居慎平        | 月野正志          | 羽野廣範 animation studio 株式会社 X10 上海炫舟文化傳媒有限公司 Revival 武遊                      | 大木良一 都築裕佳子 小松沙奈          | 11月27日       |
| 第9話  | 差點變成和婚約對象的修羅場， 最後還是變成修羅場了                                                               | 浦畑達彦 | 鈴木行 永居慎平 | 石山貴明          | 中山由美 洪範錫 PHIL_Production                                                                   | 大木良一 小松沙奈                     | 12月4日        |
| 第10話 | 雖然重啟過人生， 但人生又一次陷入了絕境                                                                         | 浦畑達彦 | 永居慎平        | 月野正志          | 羽野廣範 animation studio 株式会社 X10 上海炫舟文化傳媒有限公司 BigOwl Revival 武遊               | 大木良一 小野和美                     | 12月11日       |
| 第11話 | 由於婚約對象的叔父太過無理取鬧， 我已經無法再默默忍受了                                                         | 石野敦夫 | 黑瀨大輔        | 藤原和和          | 中山由美 洪範錫 都築裕佳子 澤井真紀 小川浩司 TripleA                                              | 小松沙奈 都築裕佳子                   | 12月18日       |
| 第12話 | 重啟人生的千金小姐正在攻略龍帝陛下                                                                              | 石野敦夫 | 鈴木健太郎      | 田中瑛 石田美由紀 | 小野和美 澤井真紀 小松香苗 中山由美 大木良一 PHIL_Production animation studio 株式會社X10 Revival | 小松沙奈 小野和美 都築裕佳子 大木良一 | 12月25日       |

### 播放媒體
| 播映地區   | 播映電視台 | 播映日期                | 播映時間（UTC+9） | 備註   |
| ---------- | ---------- | ----------------------- | ----------------- | ------ |
| 日本全域   | AT-X       | 2024年10月9日—12月25日  | 星期三 22:00      | [ a ]  |
| 東京都     | Tokyo MX   | 2024年10月9日—12月25日  | 星期三 23:00      | 不適用 |
| 日本全域   | BS11       | 2024年10月10日—12月26日 | 星期四 23:00      | [ b ]  |
| 近畿廣域圏 | 關西電視台 | 2024年10月11日—12月27日 | 星期五 2:55       | 不適用 |

| 播映地區 | 播映平台    | 播映日期               | 播映時間        | 備註  |
| -------- | ----------- | ---------------------- | --------------- | ----- |
| 部分地區 | Crunchyroll | 2024年10月9日—12月25日 | 星期三（UTC+8） | [ 8 ] |

### BD＆DVD
| 卷數 | 發行日期      | 收錄話數     | 規格編號   | 規格編號   |
| 卷數 | 發行日期      | 收錄話數     | BD         | DVD        |
| ---- | ------------- | ------------ | ---------- | ---------- |
| 1    | 2025年1月24日 | 第1話—第6話  | ZMAZ-17911 | ZMSZ-17921 |
| 2    | 2025年2月26日 | 第7話—第12話 | ZMAZ-17912 | ZMSZ-17922 |

## 外部連結
- 小說官方網站（日語）
- 漫畫官方網站（日語）
- 動畫官方網站（日語）
- 電視動畫的X（前Twitter）（日語）